# Estación de La Salud
La Salud es una estación ferroviaria situada en el municipio español de Sevilla, cerca de la barriada de Bellavista. Constituye una estación de enlace, al ser el punto de bifurcación de varias líneas férreas. En la actualidad la estación se encuentra cerrada al público y no dispone de servicios de pasajeros. Las instalaciones forman parte de la red de Adif.

## Situación ferroviaria
La estación forma parte de los trazados de las siguientes líneas férreas:
- Línea férrea ancho ibérico Alcázar de San Juan-Cádiz, punto kilométrico 7,5.[2]
- Línea férrea ancho ibérico Bifurcación Tamarguillo-La Salud, punto kilométrico 11,5.[2]
- Línea férrea ancho ibérico La Salud-Puerto de Sevilla, punto kilométrico 0,0.[2]